# 만주국 육군군관학교
만주국 육군군관학교(滿洲國 陸軍軍官學校)는 만주국군이 육군 장교를 양성하기 위해 설치한 교육 기관이다. 1939년부터 1945년까지 존속했다.

## 신징 군관학교
1939년에 만주국 수도 신징에 설치된 4년제 군관학교로, 정식 명칭은 만주국 육군군관학교이나 흔히 신징 군관학교라고 부른다.
학생은 만주계와 일본계 학생이 있었다. 일본계에는 일본열도인 외에 점령지역이던 한국과 대만 출신들도 포함된다.(단 경우에 따라 일본계아닌 만주계 취급되었기 때문에 완전한 일본계는 아니다.) 제1기 입학생 가운데 일본계는 172명이었다. 7기생을 끝으로 만주국이 멸망하면서 해체되었다. 신징 군관학교 시설은 중국인민해방군 장갑병기술학교로 사용된다.
신징 군관학교는 지리적으로 조선과 가까웠기 때문에 조선인 학생이 많았다. 이 가운데 대한민국 국군에 입대한 뒤 5·16 군사정변 후 대한민국에서 요직을 거친 경우도 적지 않다. 유명 졸업생으로 다음 인물들이 있다.
- 1기
  - 김동하 - 대한민국 해병대 중장
  - 박임항 - 대한민국 육군 중장, 건설부장관
  - 방원철 - 대한민국 육군 대령
  - 윤태일 - 대한민국 육군 중장, 국회의원
  - 이기건 - 대한민국 육군 준장
  - 이주일 - 대한민국 육군 대장, 감사원장
- 2기
  - 박정희 - 대한민국 육군 대장, 대통령
  - 이한림 - 대한민국 육군 중장
- 3기
  - 최주종 - 대한민국 육군 소장
  - 강태민 - 대한민국 육군 준장
- 5기
  - 강문봉 - 대한민국 육군 중장, 국회의원
- 6기
  - 김윤근 - 대한민국 해병대 장군

## 펑톈 군관학교
펑톈에 세워진 2년제 군관학교이다. 정식 명칭은 만주국 중앙육군훈련처이나 흔히 봉천군관학교라고 부른다. 신징 군관학교의 전신 격으로, 1932년에 설립되어 9기를 끝으로 해체하였다.
조선인은 4기생부터 입학할 수 있었다. 졸업생 중 대한민국 국군에서 높은 지위에 오른 인물들도 있다. 유명 졸업생으로 다음 인물들이 있다.
- 4기
  - 김응조 - 대한민국 육군 준장, 국회의원
- 5기
  - 김백일 - 대한민국 육군 중장 (추서)
  - 김석범 - 대한민국 해병대 중장
  - 김일환 - 대한민국 육군 중장, 교통부장관
  - 송석하 - 대한민국 육군 소장
  - 신현준 - 대한민국 해병대 중장
  - 정일권 - 대한민국 육군 대장, 국무총리
- 6기
  - 양국진 - 대한민국 육군 중장
- 8기
  - 석주암 - 대한민국 육군 소장
- 9기
  - 백선엽 - 대한민국 육군 대장, 교통부장관

## 같이 보기
- 만주국의 군사
- 만주국 육군